# Barrios de Japón

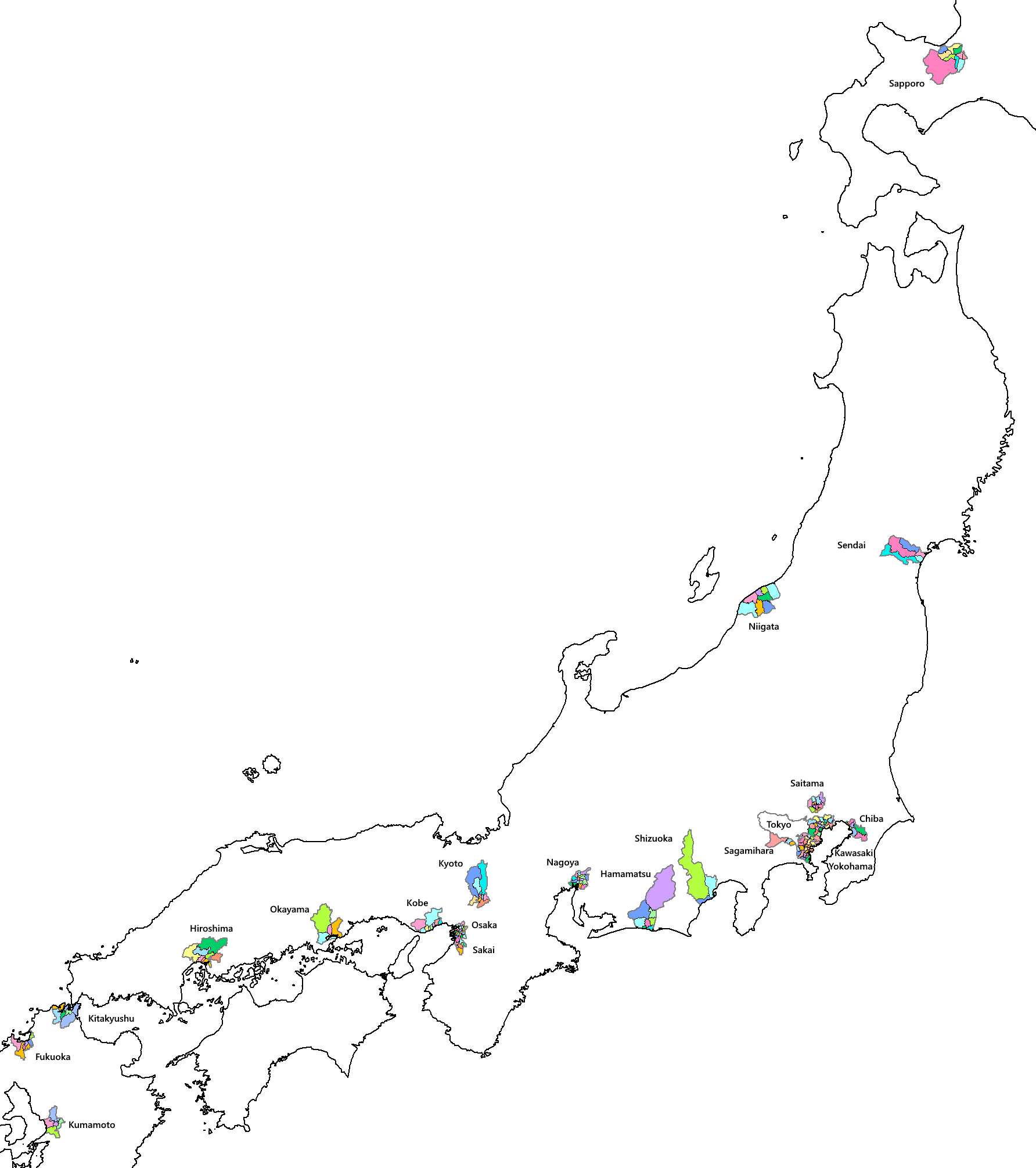
Ku (区) de Japón.

En Japón, un ku (区), traducido como área o región es una división en una ciudad japonesa. Los Ku (区) se usan para subdividir cada ciudad designada por decreto gubernamental, así como la Metrópolis de Tokio que está dividido en 23 regiones especiales (cada uno de ellos mantiene un estado cuasi municipal).
Fuera de la Metrópolis de Tokio, los Ku (区) son entidades locales directamente controladas por el gobierno municipal. Manejan funciones administrativas como el registro koseki, seguro médico e impuestos a la propiedad. Muchos Ku (区) tienen organizaciones de residentes afiliadas para una serie de actividades, aunque estas no tienen ninguna autoridad legal.

## Ku (区) de ciudades de Japón

### Chiba
- Chūō-ku (Chiba)

- Hanamigawa-ku (Chiba)

- Inage-ku (Chiba)

- Midori-ku (Chiba)

- Mihama-ku (Chiba)

- Wakaba-ku (Chiba)

### Fukuoka
- Chūō-ku (Fukuoka)

- Hakata-ku (Fukuoka)

- Higashi-ku (Fukuoka)

- Jonan-ku (Fukuoka)

- Minami-ku (Fukuoka)

- Sawara-ku (Fukuoka)

- Nishi-ku (Fukuoka)

### Hamamatsu
- Chūō-ku (Hamamatsu)

- Hamana-ku (Hamamatsu)

- Tenryū-ku (Hamamatsu)

### Hiroshima
- Aki-ku (Hiroshima)

- Asakita-ku (Hiroshima)

- Asaminami-ku (Hiroshima)

- Higashi-ku (Hiroshima)

- Minami-ku (Hiroshima)

- Naka-ku (Hiroshima)

- Nishi-ku (Hiroshima)

- Saeki-ku (Hiroshima)

### Kawasaki
- Asao-ku (Kawasaki)

- Kawasaki-ku (Kawasaki)

- Miyamae-ku (Kawasaki)

- Nakahara-ku (Kawasaki)

- Saiwai-ku (Kawasaki)

- Takatsu-ku (Kawasaki)

- Tama-ku (Kawasaki)

### Kitakyushu
- Kokurakita-ku (Kitakyushu)

- Kokuraminami-ku (Kitakyushu)

- Moji-ku (Kitakyushu)

- Tobata-ku (Kitakyushu)

- Wakamatsu-ku (Kitakyushu)

- Yahatahigashi-ku (Kitakyushu)

- Yahatanishi-ku (Kitakyushu)

### Kobe
- Chūō-ku (Kobe)

- Higashinada-ku (Kobe)

- Hyōgo-ku (Kobe)

- Kita-ku (Kobe)

- Nada-ku (Kobe)

- Nagata-ku (Kobe)

- Nishi-ku (Kobe)

- Suma-ku (Kobe)

- Tarumi-ku (Kobe)

### Kioto
- Fushimi-ku

- Higashiyama-ku (Kioto)

- Kamigyo-ku (Kioto)

- Kita-ku (Kioto)

- Minami-ku (Kioto)

- Nakagyo-ku (Kioto)

- Nishikyo-ku (Kioto)

- Sakyo-ku (Kioto)

- Shimogyo-ku (Kioto)

- Ukyo-ku (Kioto)

- Yamashina-ku (Kioto)

### Nagoya
- Atsuta-ku (Nagoya)

- Chikusa-ku (Nagoya)

- Higashi-ku (Nagoya)

- Kita-ku (Nagoya)

- Meito-ku (Nagoya)

- Midori-ku (Nagoya)

- Minami-ku (Nagoya)

- Minato-ku (Nagoya)

- Mizuho-ku (Nagoya)

- Moriyama-ku (Nagoya)

- Naka-ku (Nagoya)

- Nakagawa-ku (Nagoya)

- Nakamura-ku (Nagoya)

- Nishi-ku (Nagoya)

- Showa-ku (Nagoya)

- Tenpaku-ku (Nagoya)

### Niigata
- Akiha-ku (Niigata)

- Chūō-ku (Niigata)

- Higashi-ku (Niigata)

- Kita-ku (Niigata)

- Kōnan-ku (Niigata)

- Minami-ku (Niigata)

- Nishi-ku (Niigata)

- Nishikan-ku (Niigata)

### Okayama
- Higashi-ku (Okayama)

- Kita-ku (Okayama)

- Minami-ku (Okayama)

- Naka-ku (Okayama)

### Osaka
- Abeno-ku (Osaka)

- Asahi-ku (Osaka)

- Chūō-ku (Osaka)

- Fukushima-ku (Osaka)

- Higashinari-ku (Osaka)

- Higashisumiyoshi-ku (Osaka)

- Higashiyodogawa-ku (Osaka)

- Hirano-ku (Osaka)

- Ikuno-ku (Osaka)

- Joto-ku (Osaka)

- Kita-ku (Osaka)

- Konohana-ku (Osaka)

- Minato-ku (Osaka)

- Miyakojima-ku (Osaka)

- Naniwa-ku (Osaka)

- Nishi-ku (Osaka)

- Nishinari-ku (Osaka)

- Nishiyodogawa-ku (Osaka)

- Suminoe-ku (Osaka)

- Sumiyoshi-ku (Osaka)

- Taisho-ku (Osaka)

- Tennoji-ku (Osaka)

- Tsurumi-ku (Osaka)

- Yodogawa-ku (Osaka)

### Sagamihara
- Chūō-ku (Sagamihara)

- Midori-ku (Sagamihara)

- Minami-ku (Sagamihara)

### Saitama
- Chūō-ku (Saitama)

- Iwatsuki-ku (Saitama)

- Kita-ku (Saitama)

- Midori-ku (Saitama)

- Minami-ku (Saitama)

- Minuma-ku (Saitama)

- Nishi-ku (Saitama)

- Ōmiya-ku (Saitama)

- Sakura-ku (Saitama)

- Urawa-ku (Saitama)

### Sakai
- Higashi-ku (Sakai)

- Kita-ku (Sakai)

- Mihara-ku (Sakai)

- Minami-ku (Sakai)

- Naka-ku (Sakai)

- Nishi-ku (Sakai)

- Sakai-ku (Sakai)

### Sapporo
- Atsubetsu-ku (Sapporo)

- Chūō-ku (Sapporo)

- Higashi-ku (Sapporo)

- Kita-ku (Sapporo)

- Kiyota-ku (Sapporo)

- Minami-ku (Sapporo)

- Nishi-ku (Sapporo)

- Shiroishi-ku (Sapporo)

- Teine-ku (Sapporo)

- Toyohira-ku (Sapporo)

### Sendai
- Aoba-ku (Sendai)

- Izumi-ku (Sendai)

- Miyagino-ku (Sendai)

- Taihaku-ku (Sendai)

- Wakabayashi-ku (Sendai)

### Shizuoka
- Aoi-ku (Shizuoka)

- Shimizu-ku (Shizuoka)

- Suruga-ku (Shizuoka)

### Yokohama
- Aoba-ku (Yokohama)

- Asahi-ku (Yokohama)

- Hodogaya-ku (Yokohama)

- Isogo-ku (Yokohama)

- Izumi-ku (Yokohama)

- Kanagawa-ku (Yokohama)

- Kanazawa-ku (Yokohama)

- Kōhoku-ku (Yokohama)

- Kōnan-ku (Yokohama)

- Midori-ku (Yokohama)

- Minami-ku (Yokohama)

- Naka-ku (Yokohama)

- Nishi-ku (Yokohama)

- Sakae-ku (Yokohama)

- Seya-ku (Yokohama)

- Totsuka-ku (Yokohama)

- Tsurumi-ku (Yokohama)

- Tsuzuki-ku (Yokohama)

## Regiones especiales de Tokio
- Adachi (Tokio)

- Arakawa (Tokio)

- Bunkyō (Tokio)

- Chiyoda (Tokio)

- Chūō (Tokio)

- Edogawa (Tokio)

- Itabashi (Tokio)

- Katsushika (Tokio)

- Kita (Tokio)

- Kōtō (Tokio)

- Meguro (Tokio)

- Minato (Tokio)

- Nakano (Tokio)

- Nerima (Tokio)

- Ota (Tokio)

- Setagaya (Tokio)

- Shibuya (Tokio)

- Shinagawa (Tokio)

- Shinjuku (Tokio)

- Suginami (Tokio)

- Sumida (Tokio)

- Taitō (Tokio)

- Toshima (Tokio)

- Datos: Q137773
- Multimedia: Wards of cities in Japan / Q137773